# تحت كليمنجارو
تحت كليمنجارو (بالإنجليزية: Under Kilimanjaro)‏ رواية غير خيالية من تأليف الكاتب الأمريكي إرنست همنغواي. قام بتحرير النص ونشره روبرت و. ليويز وروبرت ي. فليمنج، والرواية تتكوَّن من المقالات التي قام بكتابتها همنغواي أثناء رحلته البريَّة الثانية إلى أفريقيا. وهذا الكتاب هو نسخة مُطوَّلة ومعدَّلة عن "صحيح عند بزوغ الفجر"، ونُشِر الكتاب في 2005، بعد نشر «صحيح عند بزوغ الفجر» بستة أعوام. فازت الرواية بجائزة إريك هوفر لأفضل منشور أكاديمي.